# Sainte-Anne (Martinique)
Pour les articles homonymes, voir Sainte-Anne.
Sainte-Anne est une commune française située dans le département de la Martinique.

## Géographie

### Localisation
Situé à l'extrême sud de la Martinique, Sainte-Anne présente de nombreuses plages de sable blanc, dont la célèbre plage des Salines, faisant un arc de cercle parfait et considérée comme une des plus belles plages des Petites Antilles. Elle présente également, plus à l'est, un secteur aride avec la savane des pétrifications et l'étang des Salines.
Cette commune, pilote du tourisme durable, possède de très belles plages bordées de cocotiers, 22 km de rivage de sable blanc et eau turquoise qui en font de véritables paysages de cartes postales.

## Urbanisme

### Typologie
Sainte-Anne est une commune rurale, car elle fait partie des communes peu ou très peu denses, au sens de la grille communale de densité de l'Insee,,,.
Elle appartient à l'unité urbaine du Robert, une agglomération intra-départementale regroupant 11 communes et 129 747 habitants en 2022, dont elle est une commune de la banlieue,.
Par ailleurs la commune fait partie de l'aire d'attraction de Fort-de-France, dont elle est une commune de la couronne. Cette aire, qui regroupe 28 communes, est catégorisée dans les aires de 200 000 à moins de 700 000 habitants,.
La commune, bordée par l'Océan Atlantique à l'ouest, au sud et à l'est, est également une commune littorale au sens de la loi du 3 janvier 1986, dite loi littoral. Des dispositions spécifiques d’urbanisme s’y appliquent dès lors afin de préserver les espaces naturels, les sites, les paysages et l’équilibre écologique du littoral, par exemple le principe d'inconstructibilité, en dehors des espaces urbanisés, sur la bande littorale des 100 mètres, ou plus si le plan local d’urbanisme le prévoit,.

## Toponymie
La commune porte ce nom en souvenir du commandant de Sainte-Anne, défenseur de l’île contre les Anglais en 1808.

## Histoire
En 1690, une chapelle est édifiée pour les 700 habitants qui vivent autour d'une dizaine d'exploitations sucrières ; la culture de la canne à sucre couvre l'essentiel des terres cultivables.
Elle est incendiée par les Anglais et reconstruite en 1730.
La charmante église "Notre Dame" est détruite à nouveau, cette fois par un cyclone, en 1817.
La reconstruction s'achèvera en 1829.
En 1866, elle est agrandie et embellie.
En 1991, la municipalité entreprend de gros travaux pour la rénovation du clocher.
Elle a été restaurée en 1994 par la municipalité.
L'église Notre-Dame de Sainte-Anne est inscrite à l'inventaire des monuments historiques (c'est l'une des plus anciennes églises de la Martinique).
Le Calvaire qui escalade le morne derrière l’église est le lieu de culte le plus fréquenté à Sainte-Anne après l’église.
Chaque année, en septembre, plus de 5000 pèlerins viennent y accomplir le pèlerinage de la Salette.

## Politique et administration

### Rattachements administratifs et électoraux
Sainte-Anne appartient à l'arrondissement du Marin et vote pour les représentants de l'Assemblée de Martinique. Avant 2015, elle élisait son représentant au conseil général dans le canton de Sainte-Anne, entité dont elle était le chef-lieu et unique commune.
Pour l’élection des députés, la commune fait partie de la quatrième circonscription de la Martinique.

### Intercommunalité
La commune appartient à la communauté d'agglomération de l'Espace Sud de la Martinique.

### Liste des maires
| Période                                  | Période   | Identité            | Étiquette        | Qualité |
| ---------------------------------------- | --------- | ------------------- | ---------------- | --- |
| 1958                                     | mars 1971 | Isambert Cléoron    | DVD puis UDR     | Conseiller général du canton de Sainte-Anne (1958 → 1970) |
| mars 1971                                | mars 1989 | André Champvert     | DVD puis UDF     | Conseiller général du canton de Sainte-Anne (1970 → 1988) |
| mars 1989                                | mars 2014 | Garcin Malsa        | DVG puis MODEMAS | Professeur de biologie retraité Conseiller général du canton de Sainte-Anne (1988 → 2015) Vice-président du conseil général de la Martinique (2008 → 2011) Conseiller régional de la Martinique (1990 → 1992) |
| mars 2014                                | en cours  | Jean-Michel Gémieux | SE               | Chef d'entreprise 4e vice-président de l'Espace Sud Martinique (2014 → ) |
| Les données manquantes sont à compléter. |           |                     |                  | |

### Jumelages
- Pinar del Río (Cuba)
- Mussidan (France)
- Gorée (Sénégal)
- Limbé (Haïti)
- Soufrière (Sainte-Lucie)
- La-Plaine (Dominique)
- Bouillante (Guadeloupe)

## Économie

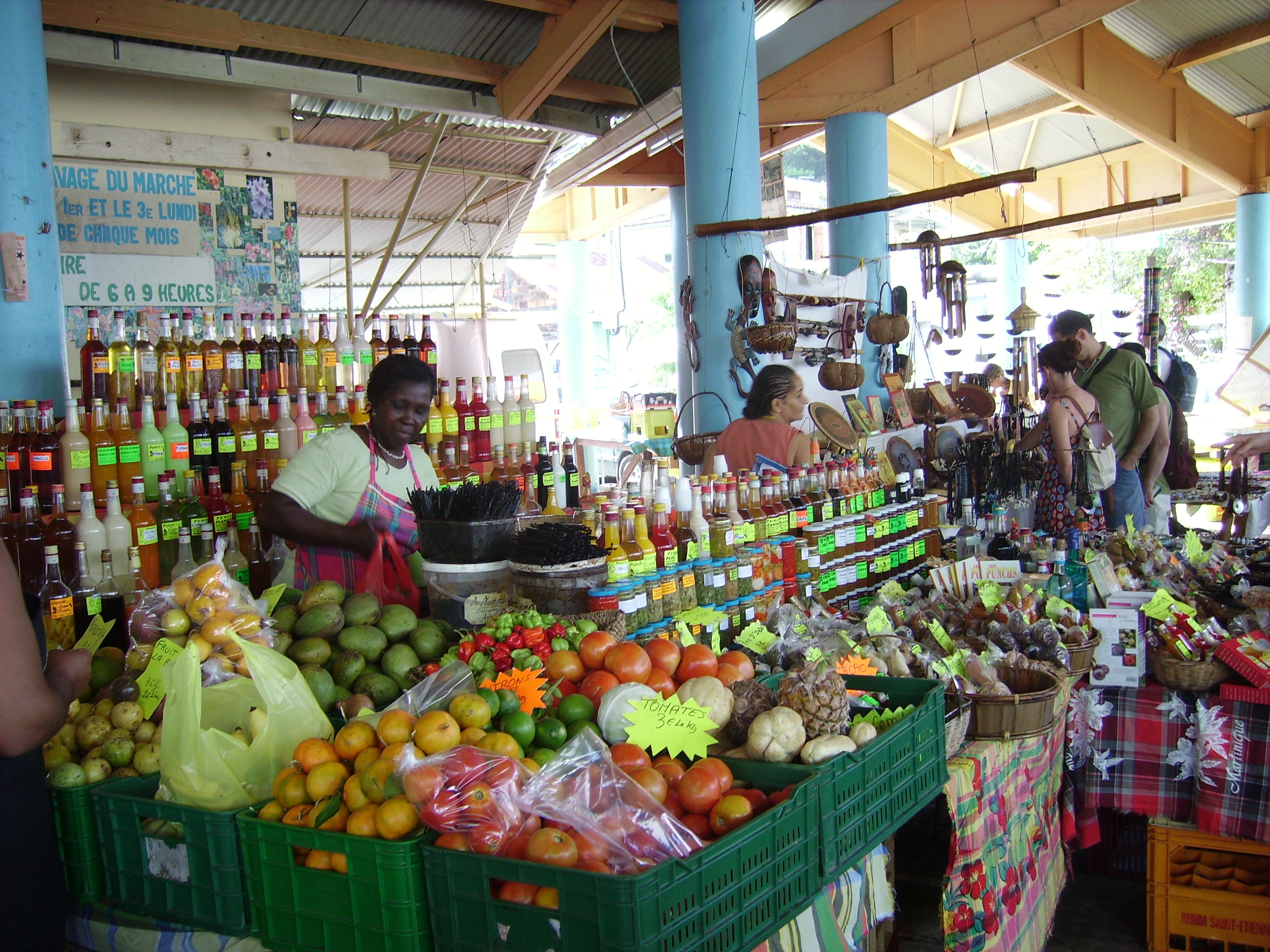
Marché de Sainte-Anne.

Le taux de chômage, en 2011, pour la commune fut de 27.5 %.

## Population et société

### Démographie
L'évolution du nombre d'habitants est connue à travers les recensements de la population effectués dans la commune depuis 1961, premier recensement postérieur à la départementalisation de 1946. À partir de 2006, les populations de référence des communes sont publiées annuellement par l'Insee. Le recensement repose désormais sur une collecte d'information annuelle, concernant successivement tous les territoires communaux au cours d'une période de cinq ans. Pour les communes de moins de 10 000 habitants, une enquête de recensement portant sur toute la population est réalisée tous les cinq ans, les populations de référence des années intermédiaires étant quant à elles estimées par interpolation ou extrapolation. Pour la commune, le premier recensement exhaustif entrant dans le cadre du nouveau dispositif a été réalisé en 2004.

En 2022, la commune comptait 4 491 habitants, en évolution de +7,16 % par rapport à 2016 (Martinique : −4,11 %, France hors Mayotte : +2,11 %).
| 1961  | 1967  | 1974  | 1982  | 1990  | 1999  | 2009  | 2014  | 2019  |
| ----- | ----- | ----- | ----- | ----- | ----- | ----- | ----- | ----- |
| 2 816 | 3 120 | 3 001 | 3 360 | 3 857 | 4 131 | 4 703 | 4 318 | 4 444 |

| 2022  | - | - | - | - | - | - | - | - |
| ----- | - | - | - | - | - | - | - | - |
| 4 491 | - | - | - | - | - | - | - | - |

### Sports et loisirs
Les équipements sportifs comprennent le stade municipal de Sainte-Anne et accueillent les clubs sportifs :
- Inter de Sainte-Anne, football
- Sainte-Anne Cap 110, handball

Anciens clubs : La Renaissance de Sainte-Anne, football (Champion de la Martinique de football en 1977, 1978 et 1979).. La Renaissance de Sainte-Anne a connu sa période de gloire durant la fin des années 1970 en remportant 3 titres de champion de la Martinique de football.
Pour la saison 2023/2024, les 2 équipes de football de la commune, le Santana Club et la Renaissance FC ont fusionné pour donner naissance à un nouveau club, l'Inter de Sainte-Anne.

## Culture locale et patrimoine

### Lieux et monuments

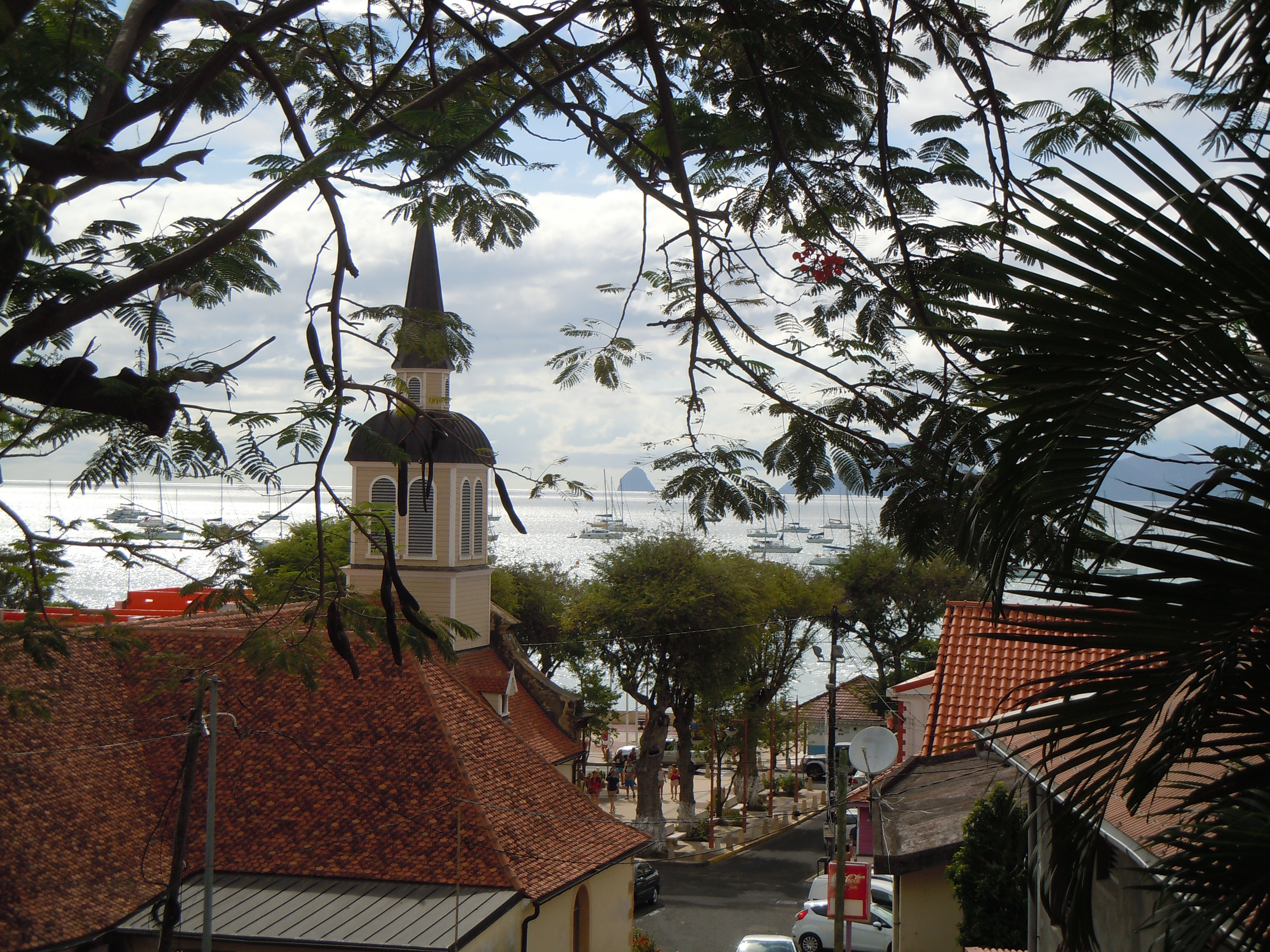
Vue de l'église de Sainte-Anne depuis le chemin de croix

- Ruines de l'habitation Crève Cœur, inscription au titre des Monuments historiques par arrêté du 2 juin 1992, les ruines de l'Habitation Crève-Cœur situées sur les parcelles 128 et 134 figurant au cadastre section K d'une contenance totale de 4 hectares (parcelle K 128, 3 ha dans sa partie nord-est, et parcelle K 134, 1 ha dans sa partie nord-est) délimitée par le chemin communal Cap Chevalier / Baréto[17]. Elles sont l'objet de restauration depuis plusieurs années[18].
- Savane des pétrifications
- Phare de l'Îlet Cabrits
- Site Ramsar de l'étang des Salines[19],[20]
- Habitation de Val d'Or dit le "Moulin de Val d'Or", inscription en totalité au titre des Monuments historiques par arrêté du 31 décembre 1991, l'Habitation Va d'Or, située sur les parcelles 149, 152, 137 (extrême ouest) figurant au cadastre de la commune de Sainte-Anne, section C et les parcelles 602 (partie nord-est) et 603 (partie nord-ouest) figurant au cadastre de la commune de Sainte-Anne, section E d'une contenance totale de 80 a 90 ca[17].
- Église Notre-Dame de Sainte-Anne, inscription partielle au titre des Monuments historiques par arrêté du 12 novembre 1990, les façades et la toiture, à l'exception du clocher, de l'église de Sainte-Anne[21], située sur les parcelles 324 et 325 d'une contenance respective de 4 a 43 ca et 6 a 93 ca[17].
- Habitation Les Anglais Des Grottes inscription au titre des Monuments historiques par arrêté du 31 décembre 1991, les ruines de l'Habitation les Anglais des Grottes, situées sur les parcelles 19, 20 et 21 figurant au cadastre de la commune de Sainte-Anne, section C par arrêté préfectoral no 912656 du 31 décembre 1991. Parcelle 19 - 54 a 20 ca Parcelle 20 - 11 a 50 ca Parcelle 21 - 14 a 30 ca[17].
- Le chemin de Croix[22].

### Plages
- Pointe Marin
- Anse Caritan
- Anse Tonnoir
- Anse Moustique (ou Anse Meunier)

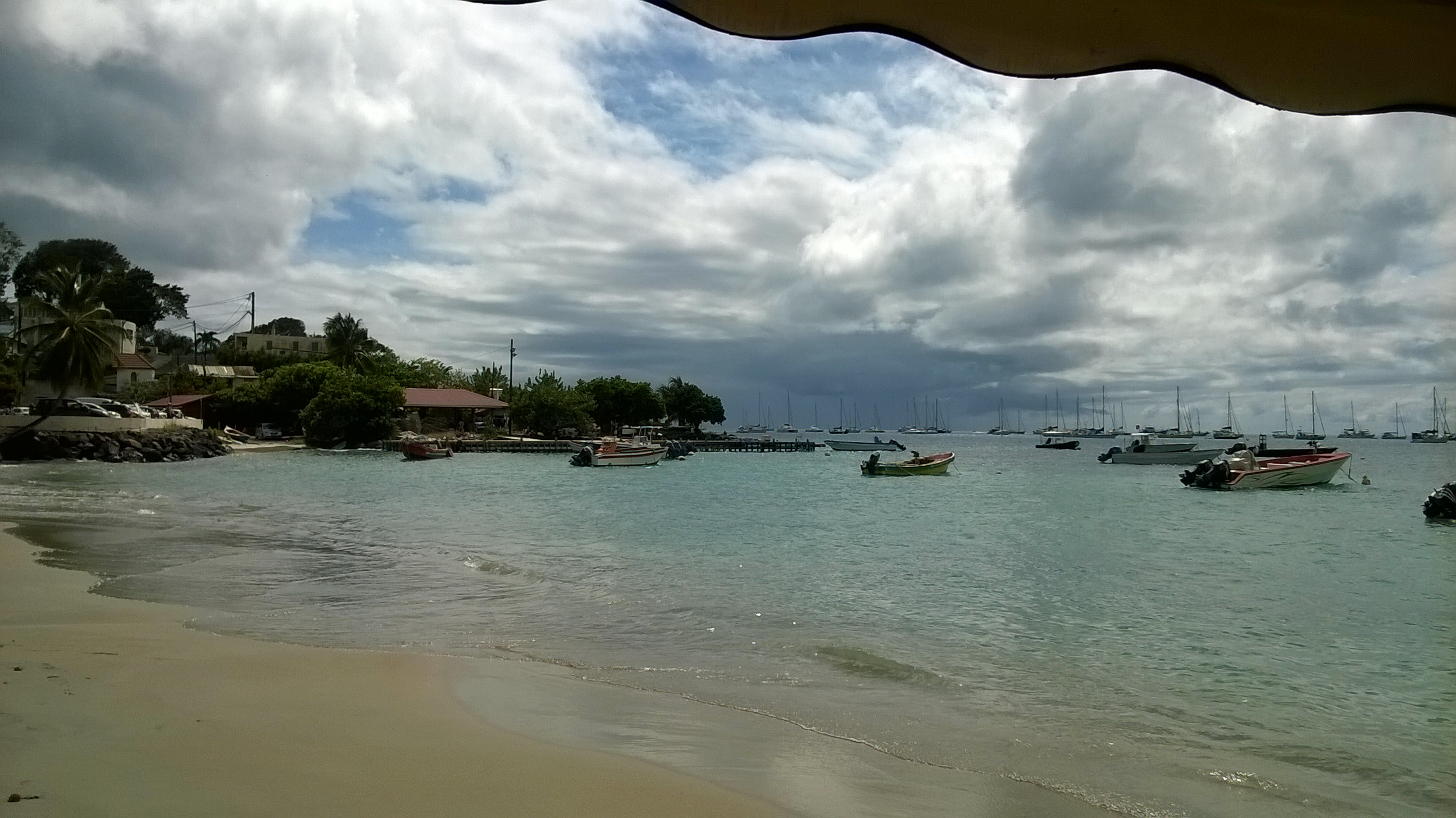
Plage de Sainte-Anne

- Les Salines, de pointe Pie à pointe des Salines
- Anse à Prunes (plage de la Table du Diable)
- Anse Trabaud
- Anse Michel (Cap Chevalier)
- Anse aux Bois (Cap Chevalier)
- Anse Esprit
- Anse Noire

### Sites naturels protégés
- Réserve naturelle nationale des îlets de Sainte-Anne

### Personnalités liées à la commune
- Garcin Malsa[23], figure nationaliste et écologiste, maire de Sainte-Anne de 1989 à 2014 et conseiller général de 1988 à 1995 et conseiller régional de 1990 à 1992. En 1992, il crée le MODEMAS (Mouvement des démocrates et écologistes pour une Martinique souveraine), un parti nationaliste et écologiste. Il est aussi l'un des pionniers du Développement durable en Martinique et un ardent défenseur du (MIR) Mouvement International de la Réparation de l'esclavage dont il est le président. Sur le plan littéraire, Garcin Malsa est en 1992, l'auteur d'un essai politique intitulé "La mutation Martinique, orientations pour l'épanouissement de la Martinique". En 2008, il publie un autre essai "L'écologie ou la passion du vivant", préface de Patrick Chamoiseau et en 2009, Garcin Malsa publie "Lyannaj pour le changement".
- Mickaël Malsa, né à Paris mais dont la famille est originaire de Sainte-Anne. Joueur de football professionnel évoluant au Real Valladolid en Espagne.